# 紡錘鏢鱸
紡錘鏢鱸（学名：Etheostoma fusiforme）為輻鰭魚綱鱸形目鱸亞目河鱸科的其中一種，其种加词“fusiforme”意为“纺锤型的”、“梭型的”。分布於美國東部及中部的淡水流域，體長可達5.9公分，棲息在流動緩慢或靜止、植被生長、泥底質的溪流、水塘。